# Kabinett Ahmed
Die Regierung Abiy Ahmed ist der amtierende Ministerrat von Äthiopien, also das 2018 von Ministerpräsident Abiy Ahmed gebildete Kabinett.

## Kabinett Ahmed
| Amt                                              | Amtsinhaber          |
| ------------------------------------------------ | -------------------- |
| Premierminister                                  | Abiy Ahmed           |
| Stellvertretender Premierminister                | Demeke Mekonnen      |
| Außenminister                                    | Gedu Andargachew     |
| Friedensministerin                               | Muferiat Kamil       |
| Minister für nationale Verteidigung              | Lemma Megersa        |
| Generalstaatsanwältin                            | Adanech Abebe        |
| Gesundheitsministerin                            | Liya Tadesse         |
| Minister für Innovation und Technologie          | Getahun Mekuria      |
| Finanzminister                                   | Ahmed Shide          |
| Verkehrsministerin                               | Dagmawit Moges       |
| Bildungsminister                                 | Tilaye Gete          |
| Minister für Handel und Industrie                | Melaku Alebel        |
| Landwirtschaftsminister                          | Oumer Hussein        |
| Ministerin für Stadtentwicklung und Bau          | Aisha Mohammed Mussa |
| Minister für Bergbau und Erdöl                   | Samuel Hurka         |
| Minister für Wasser, Bewässerung und Energie     | Sileshi Bekele       |
| Ministerin für Wissenschaft und Hochschulbildung | Hirut Woldemariam    |
| Ministerin für Arbeit und Soziales               | Ergoge Tesfaye       |
| Ministerin für Frauen, Kinder und Jugendliche    | Filsan Abdullahi     |
| Ministerin für Kultur und Tourismus              | Hirut Kassaw         |
| Minister für staatliche Einnahmen                | La’qe Ayalew         |
| Kommissarin für nationale Planung                | Fitsum Assefa        |